# El espíritu de los muertos vela
El espíritu de los muertos vela (en tahitiano Manao tupapau, normalizado Mana'o tūpāpa'u) es un cuadro del pintor Paul Gauguin hecho en 1892, en la primera estancia en Tahití. Se conserva en el Museo Albright-Knox de Buffalo. Se conoce por la referencia núm. 457 del catálogo de Wildenstein.

## Historia
La modelo es Teha'amana, amante de Gauguin (que la llamaba Tehura), y describe una escena donde muestra el miedo ancestral de los polinesios a los tupapau. Son los espíritus de la muerte, o de la noche, que salen de la laguna o del bosque cuando cae la noche para agarrarse a la espalda de los desprevenidos y llevárselos.
El título Manao tupapau no tiene una traducción inmediata ya que está compuesto de dos palabras sin relación sintáctica: pensamiento o creencia y espectro. Gauguin explica dos sentidos: o ella piensa en el espectro o el espectro piensa en ella.

## Descripción
Gauguin describe la escena en su diario Noa Noa. Un día volvió a su cabaña cuando ya era de noche, y por falta de provisiones se había quedado sin alumbrado. Encendió una cerilla para orientarse y vio ...
« a Tehura, inmóvil, desnuda, tumbada boca abajo en la cama, con los ojos desmesuradamente agrandados por el miedo [...] parecía que un resplandor fosforescente le brotaba de aquellos ojos con la mirada fija.»
Tehura yace desnuda en la cama, pero no se presenta de forma lasciva sino atemorizada mirando al pintor. Crispada y tensa, junta y aprieta las piernas y apoya las manos en la almohada como si fuera a saltar en cualquier momento para salir huyendo.
La misteriosa figura de marcado perfil del fondo muestra la presencia de un espíritu de los muertos vigilante e infiltrado como un demonio en un mundo paradisíaco. El fondo se complementa con unas estrellas que recuerdan los insectos nocturnos fosforescentes, una de las formas de los tupapaus. En este caso Gauguin no muestra la armonía entre hombre y naturaleza, sino el mundo de sentimientos, instintos y supersticiones que había ido aprendiendo de Tehura.

Olympia, 1863, de Eduard Manet.

La composición es una clara imitación de la pintura Olympia de Édouard Manet. Gauguin tenía en Tahití una fotografía de la pintura y había manifestado una cierta obsesión. La postura de Tehura es la inversa de Olympia. La sirvienta negra del fondo es sustituida por la mujer encapuchada de negro. Olympia había provocado un escándalo en París, y Gauguin cambia la tradición de los desnudos europeos.
Gauguin escribe a su esposa Mette que la postura resulta indecente. De hecho, cuando se presentó en París, la crítica lo consideró indecente. Pero lo que le interesaba reflejar es el miedo. Dice que una europea se sentiría atemorizada si fuera sorprendida en esta postura, pero una tahitiana tiene otros miedos y no es la desnudez lo que más le preocupa.

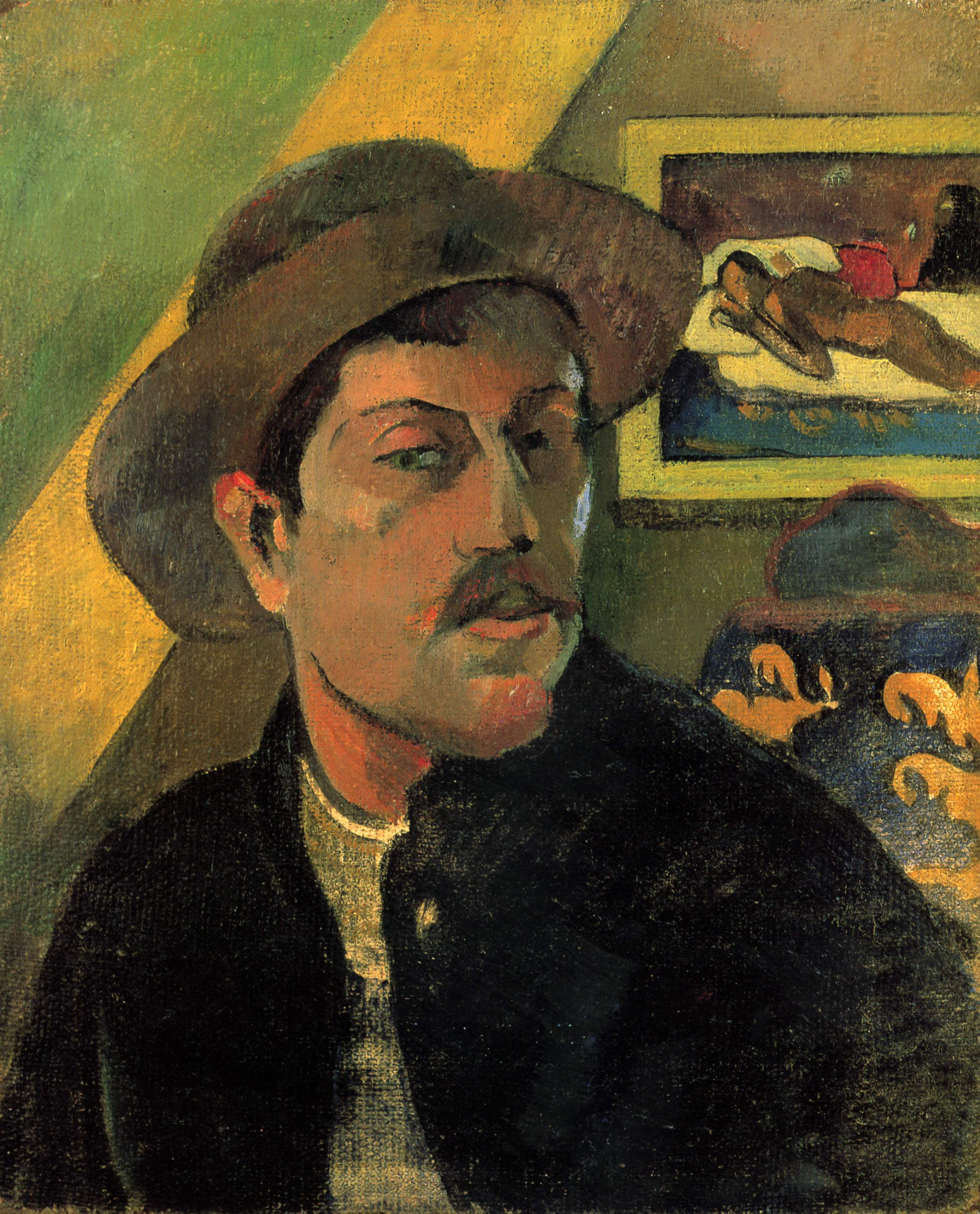
Autorretrato con sombrero, 1893.

El cariño de Gauguin por el cuadro queda de manifiesto cuando lo reproduce parcialmente como fondo del Autorretrato con sombrero. El Manao tupapau se ve revertido, indicando que el pintor estaba ante un espejo.